# رزان (اسم)
رزان هو اسم علم مؤنث من أصل عربي، ومعناه هو اسم بصيغة المضارع تحصل على المراد.
ويعني اسم رزان المرأة التي تتصف بالوقار، حيث تتصف بالرزانة عند الجلوس معها في مجلسها، وتتصف بالعفّة، واسم رزان من رزين الذي يعنى الإنسان الذي يمتلك الحُلم والوقار، كما ويعني الثبات والسكون

## شخصيات تحمل الاسم
- رزان أبو رضوان
- رزان العقيل (القرن 20 – )
- رزان النجار (ممرضة وناشطة فلسطينية، 1997 – 1 يونيو 2018)
- رزان زيتونة (ناشطة حقوقية سورية، 29 أبريل 1977 – )
- رزان طه (سباحة أولمبية، 29 ديسمبر 1991 – )
- رزان غزاوي (ناشطة حقوقية سورية، 1980 – )
- رزان قادين أفندي (إحدى زوجات السلطان مراد الخامس، 28 مارس 1860 – 31 مارس 1910)
- رزان مغربي (مغنية لبنانية، 19 أغسطس 1973 – )
- رزان نعيم المغربي (كاتبة ليبية)

## وصلات خارجية
- موسوعة السلطان قابوس لأسماء العرب نسخة محفوظة 5 أبريل 2019 على موقع واي باك مشين.